# Official New Zealand Music Chart
Official New Zealand Music Chart là bảng xếp hạng top 40 đĩa đơn và abum hàng tuần ở New Zealand, phát hành hằng tuần bởi Recorded Music NZ (trước đây là Hiệp hội Công nghiệp Thu âm New Zealand). Bảng xếp hạng cũng bao gồm top 20 đĩa đơn và album của nghệ sĩ New Zealand cũng như top 10 album tổng hợp. Tất cả các bảng xếp hạng đều lấy dữ liệu từ doanh số kỹ thuật số cũng như đĩa cứng ở các nhà bán lẻ âm nhạc ở New Zealand.

## Cách thức hoạt động của bảng xếp hạng
Bảng xếp hạng đĩa đơn hiện dựa vào sử liệu streaming và doanh số của các bài hát. Tháng 6 năm 2014, có thông báo cho biết bảng xếp hạng sẽ tính luôn cả doanh số stream; và bắt đầu có hiệu lực đối với bảng xếp hạng phát hành vào ngày 7 tháng 11 năm 2014 và bắt đầu từ ngày 10 tháng 11 năm 2014. Dữ liệu airplay trước đó cũng trở thành dữ kiện cho bảng xếp hạng.

## Lịch sử
Trước năm 2004, RIANZ cũng đã xuất bản một bảng xếp hạng hàng năm của đĩa đơn và album được phát hành ở New Zealand. Vị trí được trao bởi một hệ thống tính điểm đơn giản, theo đó vị trí quán quân của một tuần được 50 điểm, vị trí á quân được 49 điểm và giảm dần, sau đó tất cả điểm các tuần được cộng lại. Tuy nhiên, từ năm 2004 trở đi, các bài hát được xếp hạng trên bảng xếp hạng hàng năm dựa trên doanh số bán ra cho năm đó.
Từ tháng 4 năm 2007 đến tháng 10 năm 2011, các bảng xếp hạng đã được hiển thị và lưu trữ tại trang web radioscope.net.nz trong đó liệt kê 13 bảng xếp hạng khác nhau, đáng chú ý nhất là RadioScope100 và NZ40 Airplay Chart. Vào tháng 11 năm 2011, RIANZ đã ra mắt một trang web cập nhật bảng xếp hạng. Trang web của bảng xếp hạng mới cũng cung cấp khả năng nghe bản xem trước bài hát, xem video âm nhạc và mua các bản nhạc và album.

### Kỉ niệm lần thứ 40
Tháng 5 năm 2015, Recorded Music NZ kỷ niệm 40 năm của Official NZ Top 40 Music Charts. Một sự kiện được tổ chức tại Vector Arena ở Auckland và có sự biểu diễn của 16 nghệ sĩ từ New Zealand và nước ngoài, những người trước đây đã đạt được các cột mốc khác nhau trên bảng xếp hạng bao gồm nhiều vị trí quán quân nhất, nhiều lần gia nhập bảng xếp hạng nhất, số tuần trụ lại trong bảng xếp hạng nhiều nhất và giữ vị trí quán quân trên bảng xếp hạng lâu nhất.
Là một phần của lễ kỷ niệm, một phiên bản giới hạn dưới dạng đĩa vinyl đỏ đã được phát hành, với bài hát của "Always on my Mind" Tiki Taane (ca khúc New Zealand trụ hạng nhiều nhất - 55 tuần trên bảng xếp hạng đĩa đơn) và bài hát của "Stand Up" của Scribe (đĩa đơn New Zealand giữ vị trí quán quân trên bảng xếp hạng lâu nhất với 12 tuần).
Các thành tựu bảng xếp hạng sau đây đã được ghi nhận:
Đĩa đơn
- Nhiều đĩa đơn quán quân nhất: Michael Jackson, U2 và Katy Perry với 8 đĩa đơn
- Nhiều đĩa đơn quán quân nhất (NZ): Deep Obsession, với 3 đĩa đơn quán quân
- Nhiều đĩa đơn lọt vào bảng xếp hạng nhất: Madonna với 53 đĩa đơn
- Nhiều đĩa đơn lọt vào bảng xếp hạng nhất entries (NZ): Shihad với 25 đĩa đơn
- Trụ hạng lâu trong bảng xếp hạng nhất: "Blue Monday" của New Order với 74 tuần
- Trụ hạng lâu trong bảng xếp hạng nhất (NZ): "Always On My Mind" của Tiki Taane với 55 tuần

Album
- Nhiều album quán quân nhất: U2 với 13 albums
- Nhiều album quán quân nhất (NZ): Hayley Westenra và Shihad với 5 album
- Nhiều album lọt vào bảng xếp hạng nhất: Elton John với 35 album
- Nhiều album lọt vào bảng xếp hạng nhất (NZ): Split Enz với 14 album
- Trụ hạng lâu trong bảng xếp hạng nhất: Dark Side of the Moon của Pink Floyd với 297 tuần
- Trụ hạng lâu trong bảng xếp hạng nhất (NZ): Based on a True Story của Fat Freddy's Drop với 108 tuần
- Giữ vị trí quán quân lâu nhất: 21 của Adele với 28 tuần
- Giữ vị trí quán quân lâu nhất (NZ): Pure của Hayley Westenra với 19 tuần

## Chứng nhận
Từ tháng 6 năm 2016, phương pháp xác định chứng chỉ đã được thay đổi thành hệ thống tính điểm dựa trên sự kết hợp giữa doanh số đĩa cứng, doanh số kỹ thuật số và lượt stream trực tuyến. Với đĩa đơn, 175 stream bằng một đơn vị bán hàng. Với album, hệ thống quy đổi lượt stream thành đơn vị album (Stream Equivalent Album hay SEA) được áp dụng.
Điều kiện nhận được chứng nhận vàng cho đĩa đơn là vượt quá 15.000 điểm và chứng nhận bạch kim là vượt quá 30.000 điểm. Điều kiện nhận được chứng nhận vàng cho album là vượt quá 7.500 điểm và chứng nhận bạch kim là vượt quá 15.000 điểm. Với DVD âm nhạc (trước đây là video), chứng nhận vàng được trao khi có 2.500 bản theo đơn đặt hàng và chứng nhận bạch kim được trao với 5.000 bản theo đơn đặt hàng.
| Định dạng / Sản phẩm | Vàng   | Bạch kim |
| -------------------- | ------ | -------- |
| Đĩa đơn              | 15.000 | 30.000   |
| Album                | 7.500  | 15.000   |
| DVD âm nhạc          | 2.500  | 5.000    |

## Kỉ lục bảng xếp hạng

### Nghệ sĩ có nhiều đĩa đơn quán quân nhất
Bao gồm cả những đĩa đơn "hợp tác" của nghệ sĩ.
 ‡  – 14 đĩa đơn của The Beatles có trước bảng xếp hạng Official New Zealand Music Chart bắt đầu vào tháng 5 năm 1975.
| Nghệ sĩ             | Đĩa đơn quán quân | Trụ hạng lâu nhất                            | Tổng số tuần quán quân |
| ------------------- | ----------------- | -------------------------------------------- | ---------------------- |
| The Beatles         | 14 ‡              | "Hey Jude" (5 tuần)                          | 31                     |
| Katy Perry          | 9                 | "Roar" (11 tuần)                             | 30                     |
| Michael Jackson     | 8                 | "Beat It", "Black or White" (đều 5 tuần)     | 28                     |
| U2                  | 8                 | "One Tree Hill" (6 tuần)                     | 23                     |
| Rihanna             | 8                 | "We Found Love" (9 tuần)                     | 33                     |
| Mariah Carey        | 8                 | "I'll Be There", "Endless Love" (đều 5 tuần) | 19                     |
| Eminem              | 7                 | "Without Me" (7 tuần)                        | 29                     |
| Akon                | 7                 | "Moonshine" (7 tuần)                         | 23                     |
| Bee Gees            | 7                 | "Tragedy" (6 tuần)                           | 17                     |
| Beyoncé             | 6                 | "Sweet Dreams (3 tuần)                       | 13                     |
| Justin Bieber       | 6                 | "Despacito (Remix)" (13 tuần)                | 39                     |
| Chris Brown         | 6                 | "Forever" (8 tuần)                           | 26                     |
| The Black Eyed Peas | 6                 | "I Gotta Feeling" (9 tuần)                   | 20                     |
| ABBA                | 6                 | "Fernando" (9 tuần)                          | 17                     |

### Nghệ sĩ New Zealand có nhiều đĩa đơn quán quân nhất
Bao gồm cả những đĩa đơn "hợp tác" của nghệ sĩ.
 †  – bao gồm song ca hoặc hợp tác giữa hai nghệ sĩ New Zealand.
 ‡  – bao gồm những đĩa đơn có trước bảng xếp hạng Official New Zealand Music Chart bắt đầu vào tháng 5 năm 1975.
| Nghệ sĩ         | Đĩa đơn quán quân | Trụ hạng lâu nhất                             | Tổng số tuần quán quân |
| --------------- | ----------------- | --------------------------------------------- | ---------------------- |
| Scribe          | 4                 | "Stand Up"/"Not Many" (12 tuần) †             | 20                     |
| John Rowles     | 3 ‡               | "Tania" (4 tuần)                              | 6                      |
| Mr. Lee Grant   | 3 ‡               | "Thanks To You" (3 tuần)                      | 6                      |
| Lorde           | 3                 | "Royals" (3 tuần)                             | 5                      |
| Deep Obsession  | 3                 | "Lost in Love", "One & Only" (đều 2 tuần)     | 5                      |
| Savage          | 3                 | "Moonshine" (7 tuần)                          | 17                     |
| Jon Stevens     | 2                 | "Jezebel" (5 tuần)                            | 7                      |
| Mark Williams   | 2                 | "It Doesn't Matter Anymore" (4 tuần)          | 7                      |
| Stan Walker     | 2                 | "Black Box" (6 tuần) †                        | 7                      |
| P-Money         | 2                 | "Stop the Music", "Everything" (đều 3 tuần) † | 6                      |
| 3 The Hard Way  | 2                 | "Hip Hop Holiday" (3 tuần)                    | 4                      |
| Avalanche City  | 2                 | "Love Love Love" (3 tuần)                     | 4                      |
| Ginny Blackmore | 2                 | "Bones", "Holding You" (đều 1 tuần) †         | 2                      |
| Tex Pistol      | 2                 | "Game of Love", "Nobody Else" (đều 1 tuần)    | 2                      |

### Đĩa đơn trụ hạng quán quân trong nhiều tuần nhất
Chú thích
 †  – Bài hát có nguồn gốc New Zealand
Các bài hát được biểu thị bằng dấu hoa thị (*) đã dành nhiều tuần không liên tiếp ở vị trí quán quân
| Năm       | Nghệ sĩ                                          | Bài hát                                      | Tổng số tuần quán quân |
| --------- | ------------------------------------------------ | -------------------------------------------- | ---------------------- |
| 2014      | Pharrell Williams                                | "Happy" *                                    | 15                     |
| 1978      | Boney M.                                         | "Rivers of Babylon"                          | 14                     |
| 2016      | Drake hợp tác Wizkid và Kyla                     | "One Dance"                                  | 13                     |
| 2017      | Ed Sheeran                                       | "Shape of You" *                             | 13                     |
| 2017      | Luis Fonsi và Daddy Yankee hợp tác Justin Bieber | "Despacito (Remix)"                          | 13                     |
| 1975      | Freddy Fender                                    | "Wasted Days and Wasted Nights" *            | 12                     |
| 2003      | Scribe                                           | "Stand Up/Not Many" *                        | 12                     |
| 1992      | Whitney Houston                                  | "I Will Always Love You"                     | 11                     |
| 1993      | UB40                                             | "Can't Help Falling in Love" *               | 11                     |
| 2005      | Crazy Frog                                       | "Axel F" *                                   | 11                     |
| 2009      | Smashproof hợp tác Gin Wigmore                   | "Brother"                                    | 11                     |
| 2011      | LMFAO hợp tác Lauren Bennett & GoonRock          | "Party Rock Anthem"                          | 11                     |
| 2013      | Robin Thicke hợp tác Pharrell Williams & T.I.    | "Blurred Lines" *                            | 11                     |
| 2013      | Katy Perry                                       | "Roar"                                       | 11                     |
| 1973      | Tony Orlando & Dawn                              | "Tie a Yellow Ribbon Round the Ole Oak Tree" | 10                     |
| 1976      | Pussycat                                         | "Mississippi"                                | 10                     |
| 2008      | Lady Gaga                                        | "Poker Face"                                 | 10                     |
| 2009/2010 | Stan Walker                                      | "Black Box"                                  | 10                     |
| 2015/2016 | Justin Bieber                                    | "Love Yourself"                              | 10                     |
| 1976      | ABBA                                             | "Fernando" *                                 | 9                      |
| 1976      | Elton John và Kiki Dee                           | "Don't Go Breaking My Heart" *               | 9                      |
| 1986      | All of Us                                        | "Sailing Away"                               | 9                      |
| 1995      | Coolio hợp tác L.V.                              | "Gangsta's Paradise" *                       | 9                      |
| 2002      | Avril Lavigne                                    | "Complicated"                                | 9                      |
| 2009      | The Black Eyed Peas                              | "I Gotta Feeling"                            | 9                      |
| 2011      | Rihanna hợp tác Calvin Harris                    | "We Found Love"                              | 9                      |
| 2012/2013 | Macklemore & Ryan Lewis hợp tác Wanz -           | "Thrift Shop"                                | 9                      |
| 2014/2015 | Mark Ronson hợp tác Bruno Mars                   | "Uptown Funk"                                | 9                      |
| 2018      | Drake                                            | "God's Plan"                                 | 9                      |

1. ↑  Việc một bài hát có nguồn gốc từ New Zealand hay không được xác định bởi Recorded Music New Zealand

## Danh sách các album đạt chứng nhận
Sau đây là danh sách các album đã đạt chứng nhận của Recorded Music New Zealand.
Bản mẫu:Inc-musong

### Vàng
| - The 20/20 Experience - 4 - 5 Seconds of Summer - A Girl Like Me - All for You - All Hope Is Gone - Alright, Still - Animal - Awake - Beautiful Garbage - Believe - Best 1991–2004 - The Best Damn Thing - Binaural - Birdy - Black Holes and Revelations - Blackout - Blackstar - Blue & Lonesome - Blurryface - Borrowed Heaven - Britney - Cats & Dogs - Celebration - Closer - Coldplay Live 2003 - Communiqué - Darkness on the Edge of Town - Days of the New - Devils & Dust - Dizzy Up the Girl - E Ipo: The Very Best - The Celts - The Collector's Series, Volume One - Control - Dark Sky Island - Debut - D'eux - Delta - DNA - Dutty Rock - Enjoy Yourself - Exile on Main St. - Expectations - The Fall - Folklore - Forever - Freak of Nature - Get Rich or Die Tryin' - Ghost Stories - The Globe Sessions - Grassy Knoll - Greatest Hits: My Prerogative - GHV2 - Hardwired... to Self-Destruct - High Hopes - Hook Me Up - Hooray for Boobies - Hope - How Big, How Blue, How Beautiful - Human Being - Human Frailty - Human Touch - The Id - Illuminations - In the Zone - It Won't Be Soon Before Long - Ixnay on the Hombre - J to tha L–O! The Remixes - Janet Jackson's Rhythm Nation 1814 - Josh Groban | - Lemonade - Life Is Peachy - Light Grenades - Live/1975–85 - The Lord of the Rings: The Fellowship of the Ring - Love Deluxe - Lovers Rock - Lucky Town - Lungs - Machina/The Machines of God - Made in the AM - Magic - MCMXC a.D. - Music of the Sun - My Love: Essential Collection - The Next Day - Night Visions - Nine Track Mind - Nobody But Me - Not Too Late - On the 6 - One of the Boys - Overexposed - Passive Me, Aggressive You - Post - Quiet Nights - Safe Trip Home - Seal - The Secret Life Of... - Secrets - Sheryl Crow - Six Strings and a Sailboat - So Good - Storm Front - Storyteller – The Complete Anthology: 1964–1990 - Stronger - Stronger Than Pride - Suicide Squad - Surfacing - Taking Chances - Telling Stories - This Is Me... Then - Try This - Ultimate Prince - Unapologetic - Under My Skin - Unplugged - Untouchables - V - Vol. 3: (The Subliminal Verses) - You Want It Darker - Zeitgeist - Zoot Suit Riot |

### Bạch kim
| - 5 - 13 - 18 - 52nd Street - 8701 - A Crow Left of the Murder... - A Day Without Rain - A Head Full of Dreams - Adore - All Saints - Amarantine - ...And Justice for All - And Winter Came... - B'Day - Be Here Now - The Bends - The Best of Sade - Beyoncé - Born This Way - Born to Die - Born to Die: The Paradise Edition - Born to Run - Brothers in Arms - ...But Seriously - Butterfly - Can't Take Me Home - Ceremonials - Chinese Democracy - Circus - Collection - Confessions on a Dance Floor - Crossroads - The Dance - Dangerously In Love - Death Magnetic - Definitely Maybe - Design of a Decade: 1986–1996 - Diamond Life - Dire Straits - Don't Ask - Don't Smile at Me - The Dutchess - The Emancipation of Mimi - Emotions - The Endless River - Enrique - Escape - The Essential Leonard Cohen - Europop - Every Breath You Take: The Singles - Evita - Faith - Feels So Good - Follow the Leader - For Your Entertainment - Forgiven, Not Forgotten - Four - Garage Inc. - Ghost in the Machine - The Girl in the Other Room - Good Girl Gone Bad - Greatest Hits - Greatest Hits - Greatest Hits - Greatest Hits - The Greatest Hits - Greatest Hits, Vol. 1 - Halcyon Days - Heart of Stone - Hello Nasty - HIStory: Past, Present and Future, Book I - The Hits/The B-Sides - Home for Christmas - Hypnotize - Hysteria - Ice on Fire - Issues - It's Not Me, It's You - Jagged Little Pill - janet. - Justified - The Kick Inside - Korn - Kylie - Left of the Middle - The Look of Love - Loud - Love Hurts - Love over Gold | - Madonna - Make Yourself - Making Movies - Master of Puppets - Meant to Be - Mellon Collie and the Infinite Sadness - Mezmerize - Midnight Memories - Mistaken Identity - The Memory of Trees - Nebraska - New Beginning - New Jersey - No Line on the Horizon - No Need to Argue - No Strings Attached - Now You're Gone – The Album - OK Computer - On Every Street - One Heart - Out of the Moon - Paint the Sky with Stars - Prayers Be Answered - Private Collection: 1979–1988 - Promise - Promises and Lies - Rage Against the Machine - Rainbow - Random Access Memories - Read My Lips - Reckless - Red Pill Blues - Reggatta de Blanc - Revenge - The Rising - River of Dreams - Seal II - The Score - See You on the Other Side - Sex and Agriculture: The Very Best of The Exponents - She's So Unusual - Shepherd Moons - Siamese Dream - The Singles 1992–2003 - Six60 (2) - Slash - Slippery When Wet - So Far So Good - Someone to Watch Over Me - Something to Remember - "The Spaghetti Incident?" - Space Race - Speak Now - Spirit - Standing Ovation: The Greatest Songs from the Stage - Staying at Tamara's - Step by Step - The Stranger - The Sweet Escape - Synchronicity - Talk That Talk - Tapestry - Tea for the Tillerman - Ten Good Reasons - Title - Toni Braxton - Touch - Toxicity - Traction - Tracy Chapman - Trash - Tuesday Night Music Club - Tunnel of Love - The Ultimate Collection - Ultimate Prince - Undiscovered - Use Your Illusion I - Use Your Illusion II - The Velvet Rope - Version 2.0 - The Very Best of Enya - The Very Best of Elton John - The Very Best of Prince - Vitalogy - Vows - Wanted on Voyage - Wasting Light - Watermark - Welcome to the Pleasuredome - (What's the Story) Morning Glory? - When We All Fall Asleep, Where Do We Go? - Whitesnake - #willpower - You Can Dance - Zenyatta Mondatta |

### Nhiều bạch kim

#### 2x bạch kim
| - 19 - A New Day Has Come - A Star Is Born (nhạc phim 2018) - All Rise - B*Witched - The Beatles - Beautiful Trauma - Believe - Best of The Corrs - Break the Cycle - Dream - El Camino - Evolve - Fever - Garbage - Gravel & Wine - I'm Not Dead - I Am... Sasha Fierce - J.Lo - Like a Prayer - Loose - Love. Angel. Music. Baby. - Melodrama - Merry Christmas - Merry Christmas, Baby - Morning View - MTV Unplugged - Music - My World 2.0 - Mylo Xyloto | - Navigator - Oops!... I Did It Again - On Another Note - Parachutes - Pop - Prism - Purpose - Ray of Light - Red - Reputation - The River - S&M - Significant Other - St. Anger - Surrender - Take Me Home - These Are Special Times - The Thrill of It All - Viva la Vida or Death and All His Friends - War - Whoa, Nelly! - #1's |

#### 3x bạch kim
- 1989
- 24K Magic
- ...Baby One More Time
- Back to Black
- Breakaway
- Crazy Hits
- Fearless
- Feels Like Home
- Funhouse
- FutureSex/LoveSounds
- Greatest Hits
- Greatest Hits
- Greatest Hits... So Far!!!
- Hits
- Innocent Eyes
- Laundry Service
- The Miseducation of Lauryn Hill
- Not That Kind
- Riverhead
- Rockferry
- Something Beginning With C
- Spiceworld
- Still Waters
- Teenage Dream
- Unorthodox Jukebox
- Up!
- Up All Night
- Westlife

#### 4x bạch kim
- Americana
- The Best of 1990–2000
- Coast to Coast
- The Gift
- Greatest Hits
- Greatest Hits: 1965–1992
- Holy Smoke
- Hot Shot
- Icehouse
- In Blue
- In The Lonely Hour
- Life for Rent
- Mariah Carey
- Missundaztood
- On How Life Is
- A Rush of Blood to the Head
- The Truth About Love
- Wish You Were Here
- X&Y
- Zooropa

#### 5x bạch kim
- Abbey Road
- Achtung Baby
- All the Way... A Decade of Song
- Appetite for Destruction
- Hybrid Theory
- Chocolate Starfish and the Hot Dog Flavored Water
- Daydream
- Fallen
- The Fame
- Let Go
- Like a Virgin
- Mix
- Music Box
- No Angel
- Once Bitten, Twice Bitten
- The Party Album
- Pieces of You
- The Platinum Album
- Pure Heroine
- Purple Rain
- Songs About Jane
- Tragic Kingdom
- True Blue
- Union
- Urban Hymns

#### 6x bạch kim
- The Best of Van Morrison
- The Colour of My Love
- Doo-Wops & Hooligans
- Greatest Hits
- Sgt. Pepper's Lonely Hearts Club Band
- Talk on Corners
- Ten

#### 7x bạch kim
- Cross Road
- The Immaculate Collection
- Play
- Sing When You're Winning
- Spice

#### 8x bạch kim
- Californication
- Ricky Martin
- SOL3 MIO
- Their Greatest Hits: The Record
- x

#### 9x bạch kim
- 25
- The Best of 1980–1990
- The Ego Has Landed
- The Eminem Show
- Let's Talk About Love
- Recurring Dream

#### 10x bạch kim
- Beautiful Collision
- Christmas

#### 11x bạch kim
- Come Away with Me
- I Dreamed a Dream
- Led Zeppelin Remasters
- Pure

#### 12x bạch kim
- Falling into You
- Metallica
- The Phantom of the Opera (1986 musical)
- Thriller

#### 13x bạch kim
- 21
- Rumours

#### 14x bạch kim
- The Joshua Tree
- The Wall

#### 15x bạch kim
- 1

#### 16x bạch kim
- Born in the U.S.A.
- Gold: Greatest Hits

#### 17x bạch kim
- Bat Out of Hell

#### 19x bạch kim
- The Dark Side of the Moon

#### 20x bạch kim
- Legend

#### 21x bạch kim
- Come On Over